# Ebner (Familienname)
Ebner ist ein deutschsprachiger Familienname.

## Namensträger

### A
- Adalbert Ebner (1861–1898), deutscher Priester und Autor
- Adam Ebner (1894–1973), deutscher Politiker (KPD), MdR
- Adelheid Ebner (* 1961), österreichische Politikerin (SPÖ)
- Albert Ebner (1891–1956), deutscher Unternehmer
- Alexander Ebner (Politiker) (1821–1890), österreichischer Politiker
- Alexander Ebner (Fussballspieler), Schweizer Fußballspieler
- Alexander Ebner (Sozialwissenschaftler) (* 1967), deutscher Sozialwissenschaftler
- Alfred Ebner (1913–1987), deutscher SS-Offizier
- Alois Ebner (* 1948), deutscher Psychologe, Neurologe und Epileptologe
- Anton Ebner (Theologe) (1802–1848), deutscher Theologe
- Anton Ebner (Politiker) (1876–1963), österreichischer Politiker (SDAP)
- Anton Ebner, eigentlicher Name von Toni Ebner (Journalist, 1918) (1918–1981), italienischer Politiker, Journalist und Verleger aus Südtirol
- Astrid Ebner, österreichische Skeletonsportlerin

### B
- Barbara Laister-Ebner (* 1972), österreichische Zitherspielerin
- Bartholomäus Ebner († 1716), Architekt, Kirchenbaumeister und Hofbaumeister
- Bernhard Ebner (Politiker) (* 1973), österreichischer Politiker (ÖVP)
- Bernhard Ebner (Eishockeyspieler) (* 1990), deutscher Eishockeyspieler

### C
- Carl Ebner (1902–1966), deutscher Zeitungsverleger
- Caroline Ebner (* 1970), deutsche Schauspielerin
- Christian Ebner (Diplomat) (* 1968/1969), österreichischer Diplomat
- Christian Ebner (Politiker) (* 1970), österreichischer Politiker (BZÖ)
- Christian Ebner (Soziologe) (* 1978), deutscher Soziologe
- Christian Ebner (Radsportler) (* 1984), österreichischer Radrennfahrer
- Christina Ebner, deutsche Musikerin
- Christine Ebner (1277–1356), deutsche Mystikerin

### D
- Dieter Ebner (* 1940), österreichischer Ruderer
- Dietrich Ebener (1920–2011), deutscher Altphilologe, Autor und Übersetzer
- Domenico Ebner (* 1994), deutscher Handballspieler
- Dominik Ebner (* 1994), deutscher Handballspieler

### E
- Eberhard Ebner (1929–2024), deutscher Verleger
- Ede Virágh-Ebner (1912–1951), ungarisch-US-amerikanischer Ringer und Wrestler
- Eduard Ebner (1877–1924), deutscher Germanist und Literarhistoriker
- Emil Ernst Ebner (1892–1989), deutscher Grafiker, Radierer und Illustrator
- Erasmus Ebner (1511–1577), deutscher Diplomat, Gelehrter und Staatsmann
- Ernst Ebner (?–1990), deutscher Chorgründer
- Eva Ebner (1922–2006), deutsche Schauspielerin, Drehbuchautorin und Regieassistentin

### F
- Ferdinand Robert Ebner (1873–1919), deutsch-niederländischer Fotograf und Zeichner
- Ferdinand Ebner (Philosoph) (1882–1931), österreichischer Philosoph
- Ferdinand Ebner (Maler) (1914–2002), österreichischer Maler und Grafiker
- Florian Ebner (* 1970), deutscher Kunsthistoriker
- Franz Anton Ebner (um 1698–1756), österreichischer Maler
- Franz Ebner (Heimatforscher) (1869–1923), deutscher Jurist und Heimatforscher
- Franz Ebner (Politiker) (* 1979), österreichischer Politiker (ÖVP)
- Friedrich Ebner (Friedrich Wilhelm Ebner; 1826–1895), deutscher Verleger
- Fritz von Ebner (1869–1922), österreichischer Maler
- Fritz Ebner (Literat) (1922–2010), deutscher Literat und Literaturhistoriker
- Fritz Ebner (Paläontologe) (* 1946), österreichischer Paläontologe

### G
- Georg Ebner (1784–1863), deutscher Verleger
- Gerd Ebner (* 1945), österreichischer Offizier und Generalmajor
- Gregor Ebner (1892–1974), deutscher Arzt
- Gustav Ebner (1846–1925), evangelischer Theologe und Prediger

### H
- Hannes Ebner (* 1958), österreichischer Politiker (SPÖ)
- Hanns Ebner (1900–nach 1938), deutscher Beamter und Parteifunktionär (NSDAP)
- Hans Ebner (Politiker) (1889–1969), österreichischer Politiker
- Hans Ebner (Ingenieur) (1900–1977), deutscher Ingenieur und Hochschullehrer
- Hans Ebner (Bürgermeister), Oberbürgermeister von Straubing von 1947 bis 1948
- Harald Ebner (* 1964), deutscher Politiker (Bündnis 90/Die Grünen)
- Heike Ebner (* 1988), österreichische Politikerin (ÖVP)
- Heinrich Ebner (* 1939), deutscher Ingenieur und Hochschullehrer
- Hermann Ebner (Journalist, 1805) (Hermann Friedrich Georg Ebner; 1805–1856), deutscher Musiklehrer, Journalist und Konfident
- Hermann Ebner (Politiker) (1834–1895), deutscher Jurist und Politiker
- Hermann Ebner (Journalist, 1853) (1853–1925), Schweizer Journalist, Redaktor und Verleger
- Hermann Ebner (Verwaltungsjurist) (1896–1964), deutscher Verwaltungsjurist
- Herwig Ebner (1928–2010), österreichischer Historiker
- Hieronymus Ebner (1477–1532), deutscher Ratsherr in Nürnberg, Förderer der Reformation
- Hubert Ebner (1906–1990), deutscher Radsportler

### J
- Jakob Ebner (Heimatforscher) (1873–1960), deutscher Pfarrer und Heimatforscher
- Jakob Ebner (Sprachwissenschaftler) (* 1942), österreichischer Sprachwissenschaftler
- Jeannie Ebner (1918–2004), österreichische Schriftstellerin und Übersetzerin
- Johann von Ebner (General) (1799–1879), österreichischer Feldmarschallleutnant
- Johann Friedrich Ebner (1748–1825), deutscher Kunstverleger
- Johann Nepomuk Ebner von Rofenstein (1790–1876), österreichischer Verwaltungsjurist
- Jörg Ebner (1942–2015), deutscher Radiomoderator
- Jorn Ebner (* 1966), deutscher Künstler
- Josef Ebner (1886–1962), Schweizer Jurist und Politiker
- Julia Ebner (* 1991), österreichische Extremismusforscherin und Publizistin
- Juliane Ebner (* 1970), deutsche Künstlerin und Filmemacherin

### K
- Karl Ebner (Musiker) (1811–1837), österreichisch-ungarischer Violinist und Kammermusiker
- Karl Ebner (1901–1983), österreichischer Jurist, Gestapo-Chef und SS-Obersturmbannführer
- Karl-Michael Ebner (* 1972), österreichischer Opernsänger (Tenor) und Intendant
- Katrin Ebner-Steiner (* 1978), deutsche Politikerin (AfD), MdL Bayern
- Klaus Ebner (* 1964), österreichischer Schriftsteller und Übersetzer

### L
- Ludwig Ebner (1858–1903), deutscher Komponist und Kirchenmusiker

### M
- Manfred Ebner (Politiker, August 1953) (1953–2015), österreichischer Politiker (FPÖ), Steiermärkischer Landtagsabgeordneter
- Manfred Ebner (Politiker, Dezember 1953) (* 1953), österreichischer Politiker (SPÖ), Kärntner Landtagsabgeordneter
- Margareta Ebner (1291–1351), deutsche Mystikerin
- Marianne Ebner (1920–2007), banatschwäbische Heimatdichterin
- Marie von Ebner-Eschenbach (1830–1916), österreichische Schriftstellerin
- Markus Ebner (Komponist) (auch Marcus Ebner; 1612–1681), deutscher Komponist
- Markus Ebner (Maler) (* 1962), deutscher Maler und Konzeptkünstler
- Markus Ebner (Stylist) (* 1969), deutscher Moderedakteur und Stylist
- Markus Ebner (Snowboarder) (* 1970), deutscher Snowboarder
- Markus Ebner (* 1988), österreichischer Hip-Hop-Musiker, siehe Average
- Martin Ebner (Bankier) (* 1945), Schweizer Bankier und Investor
- Martin Ebner (Theologe) (* 1956), deutscher Theologe
- Max Ebner (1896–1971), deutscher Drucker und Verleger
- Matthias Ebner (* 1984), deutscher Wirtschaftsingenieur und Politiker (Tierschutzpartei)
- Matthias A. Ebner (* 1977), österreichischer Sänger (Bariton)
- Mayer Ebner (1872–1955), österreichisch-israelischer Journalist und Politiker
- Michl Ebner (* 1952), Südtiroler Unternehmer und Politiker
- Mischa Ebner (1975–2002), Schweizer Waffenläufer und Mörder
- Moritz von Ebner-Eschenbach (1815–1898), österreichischer Techniker, Erfinder und Militärschriftsteller

### N
- Nate Ebner (* 1988), US-amerikanischer American-Football- und Rugby-Union-Spieler

### P
- Paul Ebner (1884–1930), österreichischer Filmproduzent
- Pauli Ebner (1873–1949), österreichische Malerin und Illustratorin
- Paulus Ebner (* 1963), österreichischer Historiker
- Peter Ebner (Schriftsteller) (1932–2018), österreichischer Dichter und Schriftsteller
- Peter Ebner (Architekt) (* 1968), österreichischer Architekt und Hochschullehrer
- Peter Ebner (Rennfahrer) (* 1971), österreichischer Automobilrennfahrer

### R
- Richard Ebner (1885–1961), österreichischer Entomologe
- Robert Ebner (Politiker) (1831–1894), deutscher Jurist und Politiker
- Robert Ebner (Religionshistoriker) (1940–2008), deutscher Religionspädagoge und Religionshistoriker
- Robert Ebner (Sportholzfäller) (* 1985), deutscher Sportholzfäller
- Rolf Ebner (1929–1991), deutscher Drucker und Verleger
- Rudolf von Ebner (1829–1900), österreichischer Generalmajor
- Rudolf Ebner (1923–2014), österreichischer Artist und Squashspieler

### S
- Sabine Ebner (* 1979), österreichische Kostümbildnerin
- Silvia Ebner von Eschenbach (* vor 1962), deutsche Sinologin und Hochschullehrerin
- Stefan Ebner (Politiker) (* 1980), deutscher Volkswirt und Politiker (CSU), Landtagsabgeordneter in Bayern
- Stefan Ebner (Fußballspieler) (* 1986), österreichischer Fußballspieler
- Stefan Ebner (Schiedsrichter) (* 1991), österreichischer Fußballschiedsrichter

### T
- Theodor Ebner (1856–1915), deutscher Redakteur, Schriftsteller und Literaturhistoriker
- Thomas Ebner (Leichtathlet) (* 1971), österreichischer Leichtathlet
- Thomas Ebner (Fußballspieler, 1985) (* 1985), österreichischer Fußballspieler
- Thomas Ebner (Fußballspieler, 1992) (* 1992), österreichischer Fußballspieler
- Toni Ebner (Journalist, 1918) (Anton Ebner; 1918–1981), italienischer Politiker, Journalist und Verleger aus Südtirol
- Toni Ebner (Journalist, 1957) (* 1957), italienischer Journalist aus Südtirol

### V
- Viktor von Ebner-Rofenstein (1842–1925), österreichischer Anatom und Histologe

### W
- Walter Ebner (Politiker, 1911) (1911–1992), österreichisch-deutscher Politiker (NSDAP)
- Walter Ebner (Politiker, 1952) (* 1952), österreichischer Politiker (FPÖ/BZÖ), Kärntner Landtagsabgeordneter
- Waltraud Ablinger-Ebner (* 1980), österreichische Politikerin (ÖVP), Salzburger Landtagsabgeordnete
- Werner Ebner (* 1952), deutscher Jurist und Richter
- Wolfgang Ebner (1612–1665), deutscher Organist, Kapellmeister und Komponist